# Julia Hart
Julia Rose Hart (Bloomington, 8 de novembro de 2001) é uma lutadora profissional americana e ex-líder de torcida. Ela atualmente luta na promoção americana All Elite Wrestling (AEW), onde é membro do grupo House of Black e ex-Campeã TBS da AEW. Ao vencer este campeonato se tornou a campeã mais jovem da historia da AEW, com apenas 22 anos.

## Infância e adolescência
Durante sua adolescência Hart competiu como líder de torcida por seis anos. Porem, ao terminar o ensino médio ela havia perdido o interesse, pois acreditava ter conquistado tudo em competições de líder de torcida. Hart escolheu transacionar de competições de líder de torcida para a luta livre profissional por considerar que na luta livre poderia ter uma carreira mais longeva.

## Carreira

### Anos inicias (2019-2021)
Hart começou a treinar na Academia SOPW com Ken Anderson. Em 22 de novembro de 2019, Hart fez sua estreia contra Alyna Kyle, que Hart venceu. Hart então buscou mais treinamento na 'Nightmare Factory' em Georgia. Em 28 de março de 2021, Hart participou de sua segunda luta, uma luta de duplas juntando-se a Spencer Kitz para enfrentar Hyena Hera e Karma Dean. Hart e Kitz perderam a luta.

### All Elite Wrestling (2021–presente)

#### Varsity Blonds (2021-2022)
Em maio de 2021, Hart começou a trabalhar com na AEW, aparecendo nos programas AEW Dark e AEW Dynamite. Sua luta de estreia ocorreu no dia 11 de maio de 2021 no AEW Dark, sendo apenas a nona luta de sua carreira.
Ela se alinhou com a equipe Varsity Blonds (Brian Pillman Jr. e Griff Garrison) como uma cheerleader por vários meses e esteve ao lado deles em suas lutas durante esse tempo. No episódio de 25 de maio de AEW Dark, Hart conquistou sua primeira vitória na AEW derrotando Tesha Price por pinfall. No episódio de 4 de setembro de AEW Dark, Hart sofreu uma lesão na perna, impossibilitando-a de competir no Casino Battle Royale no pay-per-view All Out. Hart voltou ao ringue na edição de 28 de setembro do AEW Dark, onde enfrentou Reka Tehaka e a venceu por pinfall.

#### House of Black (2022-Presente)
No episódio de 8 de dezembro de 2021 de AEW Dynamite, Malakai Black cuspiu uma névoa negra nos olhos de Hart, fazendo com que ela usasse um tapa-olho. Neste período, Hart começou a mostrar sinais de oposição aos Varsity Blondes.
Em 28 de janeiro de 2022, edição especial Beach Break de AEW Rampage Hart enfrentou Jade Cargill em uma luta individual pelo AEW TBS Championship que Hart perdeu. No episodio de 6 de abril de AEW Dynamite, Hart participou do torneio Owen Hart Cup, onde perdeu para Hikaru Shida na fase de qualificação. Em 29 de maio, no Double or Nothing, Hart se tornou uma heel ao se juntar oficialmente à The House of Black. No pay-per-view WrestleDream, que ocorreu em 1 de outubro de 2023, Hart desafiou Kris Statlander para uma luta individual pelo AEW TBS Championship. Hart perdeu o embate, terminando sua sequencia de 25 vitorias.
Hart competiu novamente pelo AEW TBS Championship no pay-per-view Full Gear 2023. Nesta luta, Hart derrotou a campeã Statlander e Skye Blue em uma luta a três, com um pinfall em Blue, se tornando Campeã TBS da AEW. Esta foi o primeira vez em sua carreira que Hart conquistou um campeonato. Com esta vitória se tornou a campeã mais jovem da historia da AEW. No pay-per-view Worlds End, Hart defendeu seu campeonato contra Abadon, vencendo com a ajuda de Sky Blue. Em janeiro de 2024, Hart defendeu seu campeonato contra Anna Jay no evento edição especial Battle of the Belts IX. Em 21 de abril de 2024, no per-pay-view Dynasty, Hart perdeu sua luta com Willow Nightingale, perdendo o AEW TBS Championship e terminando seu reinado de 155 dias. Em maio, foi relatado que Hart faria uma pausa devido a uma lesão no ombro que exigia cirurgia. Em 9 de novembro, no episódio do Collision, uma vinheta foi ao ar mostrando o retorno de Hart. No episódio seguinte do Dynamite, outra vinheta foi exibida durante a promo de Jamie Hayter. Em 14 de dezembro, na edição Collision do Winter Is Coming, Hart fez seu retorno aos ringues e atacou Hayter.
Em 1º de janeiro de 2025, no Fight for the Fallen, Hart fez seu retorno ao ringue e derrotou Hayter. Em 22 de janeiro, no episódio do Dynamite, uma vinheta foi exibida com King, Matthews e Hart anunciando o fim do House of Black. Em 25 de janeiro, no episódio do Collision, o grupo foi renomeado para Hounds of Hell.

## Persona
Quando Hart começou sua carreira na All Elite Wrestling, sua personagem era uma representação direta de sua experiência legítima como líder de torcida. Inicialmente, ela foi pareada com Brian Pillman Jr. e Griff Garrison como os Varsity Blondes, um grupo de personagens com temática de atletas universitários. Após se juntar ao House of Black, Hart adotou uma personagem sombria, semelhante a uma bruxa gótica, descrita como uma combinação de Stevie Nicks com The Undertaker.

## Vida pessoal
Hart se casou com o lutador profissional Lee Johnson em 13 de outubro de 2023. Ela citou AJ Lee e Alexa Bliss entre suas lutadoras favoritas enquanto crescia.

## Títulos e prêmios

### Líder de torcida
- National Cheerleading Championships (2 vezes)[35]

### Luta livre profissional
- All Elite Wrestling
  - AEW TBS Championship (1 vez)[22]
- New York Post
  - Female Breakout Wrestler of the year (2023)[36]
- Pro Wrestling Illustrated
  - Ranked No. 105 of the top 250 women's wrestlers in the PWI Women's 250 in 2023[37]
- Wrestling Observer Newsletter
  - Most Improved (2023)[38]